# Owsianka (pasza)
Owsianka – pasza dla zwierząt gospodarskich – słoma, która powstaje po wymłóceniu owsa. Podawana jest sama lub z dodatkiem innych pasz. W Polsce była podstawową paszą dla koni pociągowych.